# Мамурогава
Мамурогава (яп. 真室川町 Мамурогава-мати) — посёлок в Японии, находящийся в уезде Могами префектуры Ямагата. Площадь посёлка составляет 374,29 км², население — 8467 человек (1 августа 2014), плотность населения — 22,62 чел./км².

## Географическое положение
Посёлок расположен на острове Хонсю в префектуре Ямагата региона Тохоку. С ним граничат города Синдзё, Саката, Юдзава, Юрихондзё, посёлок Канеяма и село Сакегава.

## Население
Население посёлка составляет 8467 человек (1 августа 2014), а плотность — 22,62 чел./км². Изменение численности населения с 1980 по 2005 годы:
| 1980 | 12 888 чел. |  |
| 1985 | 12 557 чел. |  |
| 1990 | 12 230 чел. |  |
| 1995 | 11 571 чел. |  |
| 2000 | 10 592 чел. |  |
| 2005 | 10 054 чел. |  |

## Символика
Деревом посёлка считается слива японская, цветком — цветок сливы японской.